# Zelotes pinos
Espèce
Zelotes pinos est une espèce d'araignées aranéomorphes de la famille des Gnaphosidae.

## Distribution
Cette espèce est endémique de Californie aux États-Unis,. Elle se rencontre dans les comtés de Los Angeles, de Ventura et de Kern.

## Description
Le mâle holotype mesure 5,11 mm et les femelles de 4,71 à 10,91.

## Étymologie
Son nom d'espèce lui a été donné en référence au lieu de sa découverte, le mont Pinos.

## Publication originale
- Platnick & Shadab, 1983 : A revision of the American spiders of the genus Zelotes (Araneae, Gnaphosidae). Bulletin of the American Museum of Natural History, no 174, p. 97-192 (texte intégral).